# Theunis Piersma (politicus)
Th.R. (Theunis) Piersma (Kubaard, 14 juni 1952) is een Nederlands politicus namens de Fryske Nasjonale Partij (Friese Nationale Partij; FNP).
Piersma werd geboren als boerenzoon. Na de hbs vervolgde hij zijn studie aan de Rijksuniversiteit Groningen waar hij sterrenkunde studeerde. Na te zijn afgestudeerd werd hij docent wiskunde en daarnaast zat hij vanaf 1982 als enige FNP-er in de gemeenteraad van Tietjerksteradeel (Tytsjerksteradiel). Bij de gemeenteraadsverkiezingen van 1994 kreeg de FNP twee zetels in de gemeenteraad en werd hij daar wethouder, waarbij hij zijn baan aan de Thorbecke Academie in Leeuwarden opgaf.
Anderhalf jaar later werd Piersma burgemeester van Wonseradeel (Wûnseradiel), waarmee hij de eerste FNP-burgemeester werd. In 2007 werd hij voor de tweede keer herbenoemd en begon hij dus aan zijn derde termijn als burgemeester van deze gemeente. Op 1 januari 2011 ging Wonseradeel op in de nieuwe gemeente Súdwest-Fryslân, waarmee de functie van Piersma kwam te vervallen.
Sinds 15 juli 2017 was Piersma waarnemend burgemeester van Menaldumadeel. De gemeente ging op 1 januari 2018 op in de fusiegemeente Waadhoeke.